# Lenguas bantúes centrales
Las lenguas bantúes centrales, centromeridionales o bantú de la sabana forman la mayor parte de la familia bantú y han desarrollada características lingüísticas peculiares que sugieren tratar a estas lenguas como un área lingüística diferenciada del resto de lenguas Benue-Congo.

## Clasificación
El bantú central coincidiría básicamente con las áreas D a S de Guthrie (aunque el área S está formada por lenguas bantúes centrales influidas por el substrato y algunos autores consideran que han desarrollado rasgos típicos de otra área lingüística).

## Descripción lingüística

### Fonología
Para algunos autores la reconstrucción del proto-bantú de Guthrie y Meeusen, es de hecho la proto-lengua ancestral del bantú de la sabana (en lugar del genuino proto-bantú genuino ancestral también al grupo bantú noroccidental). Por tanto, el sistema fonológico del proto-bantú sabánico sería el reconstruido por Meeusen:
|              |        | bilabial | alveolar | palatal | velar |
| ------------ | ------ | -------- | -------- | ------- | ----- |
| Obstruyentes | sorda  | *p       | *t       | *c      | *k    |
| Obstruyentes | sonora | *b       | *d       | *ɟ      | *g    |
| Obstruyentes | nasal  | *m       | *n       | *ɲ      |       |
Las obstruyentes sordas /*p, *t, *k/ parecen haber sido oclusivas, mientras que los sonidos designadas como /*b, *d, *g/ podrían ser oclusivas o como sucede en muchos de sus modernos descendientes continuantes [β/w, ð/ɬ, ɣ]. Las "palatales"  designadas como /*c, *ɟ/ podrían haber sido genuinas oclusivas palatales   [c, ɟ] o posiblemente africadas postalvelares [ʧ, ʤ/ʒ] (de hecho muchas lenguas bantúes presentan las evoluciones /*c/ > /s/ y /*ɟ/ > /z/ lo cual refuerza su interpretación como africadas.) 